# Пошукова система
Пошуко́ва систе́ма (або скорочено пошукови́к[джерело?]) певна база даних — онлайн-служба (апаратно-програмний комплекс з вебінтерфейсом), що надає можливість пошуку інформації в Інтернеті. У просторіччі під пошуковою системою розуміють вебсайт, на котрому розміщено інтерфейс (фронт-енд) системи. Програмною частиною пошукової системи є пошукова машина (пошуко́вий руші́й) — комплекс програм, що забезпечує функціональність пошукової системи і, зазвичай, є комерційною таємницею компанії-розробника пошукової системи.
Більшість пошукових систем шукають інформацію на сайтах Інтернету, але існують також системи, здатні шукати файли на ftp-серверах, товари в інтернет-магазинах, а також інформацію в групах новин Usenet.
Індексація в пошукових системах сайтів здійснюється пошуковим роботом.
За даними аналітичної компанії Comscore всі пошукові сайти в грудні 2007 року опрацювали 66 млрд 221 млн пошукових запитів.

## Популярні пошукові системи
- Англомовні і міжнародні
  - A9.com (належить компанії Amazon і працює на механізмі GoogleAmazon)
  - Search engine site ABC Engine
  - ALLhave
    - Alltheweb FAST-Engine

  - Ask.com (механізм Teoma)
  - Google
  - LightStorage
  - Yahoo!
    - AltaVista

- Естонські
  - www.ee
  - Neti

- Німецькі
  - Wseeker
  - Abacho
  - Ez2find

- Українські
  - META
  - ukr.net
  - i.ua
  - online.ua
  - search.com.ua

- Французькі
  - Francité
  - Locace
  - Nomade
  - Voilà

За даними компанії Net Applications у квітні 2010 року використання пошукових систем на Заході разподілилось так:
- Google — 86,30 %
- Yahoo — 5,30 %
- Bing — 3,13 %
- Baidu — 3,02 %
- Yandex — 1,7 %
- Ask — 0.67 %
- AOL — 0.44 %
- Bing — 0.08 %
- AltaVista — 0,07 %
- Excite — 0,03 %
- Lycos — 0,02 %
- AlltheWeb — 0,01 %

У цей звіт не входять українські пошуковики, такі як, наприклад, META.

## Спеціалізовані пошукові системи
- Пошук файлів
  - GlobalFileSearch
- Пошук зображень
  - Tineye
- Пошук наукової інформації
  - PubMed
  - ScienceDirect
  - Google Scholar
  - ArXiv.org[3]
  - Scirus (не працює)
- Пошук в Мережі документальної інформації в форматі PDF
  - PDF Search System (PDFSS)
- Пошук медіа файлів
  - LightStorage

## Технологія
Покращення пошуку — одна з пріоритетних задач сучасного Інтернету. Основними критеріями якості роботи пошукової системи є релевантність, повнота бази, врахування морфології мови.
Для роботи пошукових систем використовуються різні програмні продукти, часто спеціалізовані для конкретних видів пошуковиків. У середовищі розробників для такого програмного забезпечення використовується термін «рушій пошуковика».

## Історія
Самі пошукові системи з'явилися в грудні 1990 року. Пошук «Хто є користувачем» датується 1982, а багаторазовий пошук користувачів інформаційної служби Knowbot був вперше здійснений у 1989 році. Першою добре документованою пошуковою системою, яка шукала файли вмісту, а саме файли FTP, був Арчі, який дебютував 10 вересня 1990 року.
До вересня 1993 року Всесвітня павутина була повністю індексована вручну. Існував список вебсерверів, які редагував Тім Бернерс-Лі і розміщувався на вебсервері CERN. Один знімок списку в 1992 році залишається, але, оскільки все більше і більше вебсерверів виходили в Інтернет, центральний список більше не міг встигати. На сайті NCSA були оголошені нові сервери під назвою «Що нового!»

## Індивідуальні результати та бульбашки фільтрів
Багато пошукових систем, таких як Google і Bing, надають персоналізовані результати на основі історії активності користувача, це призводить до ефекту «бульбашка фільтра». Це явище, коли вебсайти використовують алгоритми, щоб вибірково вгадати, яку інформацію хотів би бачити користувач, на основі інформації про користувача (наприклад, місцезнаходження, поведінка минулих кліків та історія пошуку). У результаті вебсайти, як правило, показують лише інформацію, яка узгоджується з минулою точкою зору користувача. Це ставить користувача в стан інтелектуальної ізоляції без протилежної інформації. Яскравим прикладом є персоналізовані результати пошуку Google і персоналізований потік новин Facebook. За словами Елі Парізер, який ввів цей термін, користувачі менше стикаються з суперечливими точками зору та інтелектуально ізольовані у власній інформаційній бульбашці. Парізер розповів приклад, у якому один користувач шукав у Google «BP» і отримав інвестиційні новини про British Petroleum, а інший шукач отримав інформацію про розлив нафти Deepwater Horizon і про те, що дві сторінки результатів пошуку «разюче відрізнялися». За словами Парізера, ефект бульбашки може мати негативні наслідки для громадянського дискурсу. Після того, як ця проблема була виявлена, з'явилися конкуруючі пошукові системи, які намагаються уникнути цієї проблеми, не відстежуючи чи не «випускаючи» користувачів, наприклад DuckDuckGo. Інші вчені не поділяють точку зору Парізер, вважаючи докази на підтримку її тези непереконливими.